# 20000 Varuna
20000 Varuna eller 2000 WR106 är ett objekt i Kuiperbältet. Den upptäcktes av Spacewatch Robert S. McMillan den 28 november 2000, men har i efterhand hittats på fotografiska plåtar tagna redan 1953. I likhet med Haumea så är objektet avrundat och beskriver en ellipsoid. Undersökningar av närinfraröd strålning visar att ytan är täckt med vattenis.
Varuna har fått sitt namn av en av de äldsta av de hinduiska gudarna, skaparen och beskyddaren av himlen och jorden.
Ljuskurveanalyser gjorda 2002 antyder att Varuna kan ha en måne.